# Pferdewechsel in der Hochzeitsnacht
Pferdewechsel in der Hochzeitsnacht (Alternativtitel: Der Herzensbrecher) ist eine US-amerikanische Filmkomödie aus dem Jahr 1972. Die Literaturverfilmung basiert lose auf der Kurzgeschichte A Change of Plan von Bruce Jay Friedman.

## Handlung
Leonard „Lenny“ Cantrow heiratet Lila Kolodny. Er darf endlich Sex mit ihr haben, nachdem sie zuvor nur kuschelten. Doch bereits auf der Fahrt in die Flitterwochen nach Miami Beach fallen ihm immer mehr störende Eigenschaften an Lila auf und er fühlt sich immer stärker von ihr abgestoßen. Die ersten Konflikte treten auf, und Lenny zieht sich verärgert immer mehr zurück. Am Strand lernt er die Blondine Kelly kennen, die ihm gefällt und mit ihm flirtet. Als Lila sich wegen eines heftigen Sonnenbrands in ihr Zimmer zurückzieht, ist er um so glücklicher, als er Kelly an der Hotelbar wiedertrifft. Sie verabreden sich zum gemeinsamen Sonnenbad am nächsten Morgen, wo sich Kelly immer noch von ihm angetan zeigt, selbst nachdem Lenny ihr beichtet, dass er mit seiner Ehe einen großen Fehler beging. Nachdem beide gemeinsam eine Zauber-Show und einen Bootsausflug machen, beschließt Lenny, sich von Lila zu trennen. So gesteht er ihr beim gemeinsamen Restaurantbesuch, dass die Ehe zu Ende sei und er jede Scheidungsvereinbarung akzeptiere.
So reibungslos wie die Scheidung lief für Lenny allerdings das Treffen mit Kellys Eltern nicht ab. Bereits in Miami hatte Mr. Corcoran Lenny beschimpft und ihm gedroht, falls er seiner Tochter je wieder zu nahe kommen sollte. Jetzt in Minneapolis reagiert er nicht minder aggressiv, als Lenny an seiner Haustür klingelt. Aber Lenny gibt nicht auf und sucht Kelly an der Universität auf, doch sie will nichts mehr von ihm wissen. Nachdem sich Lenny beharrlich zeigt, schafft er es, sie zu küssen und mit ihr zwei Abende zu verbringen, an denen sie miteinander schlafen. Als Lenny erneut vor Mr. Corcoran steht und um die Hand von dessen Tochter anhält, ist der Vater so skeptisch, dass er Lenny immer mehr Geld anbietet, damit er seine Tochter in Ruhe lässt. Aber dieser will das Geld nicht, sondern nur Kelly, weswegen er jedes Angebot ablehnt. Und so schafft es Lenny schlussendlich, seine Traumfrau Kelly zu heiraten.

## Kritik
„Langweilige Komödie.“

„[Pferdewechsel in der Hochzeitsnacht] ist eine erstklassige US-amerikanische Komödie, die so verblüffend wie Die Reifeprüfung ist. Es ist ein Film, der den Kunstgriff beherrscht, die  Grausamkeiten und Automatismen einer Neil Simon Komödie mit dem Sinn und der Sinnlichkeit von F. Scott Fitzgerald auf wunderbare und sehr eigenartige Weise zu verknüpfen.“

## Auszeichnungen
- zwei Nominierungen bei der Oscar-Verleihung 1973 – für Eddie Albert als Besten Nebendarsteller und Jeannie Berlin als Beste Nebendarstellerin
- drei Nominierungen bei den Golden Globe Awards 1973 – für Charles Grodin als Besten Hauptdarsteller, Jeannie Berlin als Beste Nebendarstellerin und für das Beste Filmdrehbuch
- zwei Auszeichnungen der National Society of Film Critics – jeweils für Jeannie Berlin und Charles Grodin als Bester Nebendarsteller und Beste Nebendarstellerin
- eine Auszeichnung beim New York Film Critics Circle Award 1973 für Jeannie Berlin als Beste Nebendarstellerin und eine Nominierung für Eddie Albert als Bester Nebendarsteller

## Veröffentlichung
Pferdewechsel in der Hochzeitsnacht wurde erstmals am 17. Dezember 1972 in New York City aufgeführt. In der Bundesrepublik startete er am 18. Juli 1974. Im deutschsprachigen Raum ist er seitdem weder als VHS, noch als DVD erschienen. Allerdings lief der Film am 6. Oktober 2004 in einer gekürzten 84-minütigen Fassung auf PREMIERE.
Der Film von Elaine May war der erste von einer Reihe von Neuverfilmungen derselben Geschichte, darunter The Heartbreak Kid (1993) und Nach 7 Tagen – Ausgeflittert (2007).